# Zakrzewo (powiat makowski)
Zakrzewo – wieś sołecka w Polsce położona w województwie mazowieckim, w powiecie makowskim, w gminie Karniewo. Leży nad rzeką Orzyc.
W latach 1975–1998 miejscowość należała administracyjnie do województwa ciechanowskiego.